# Dholaki

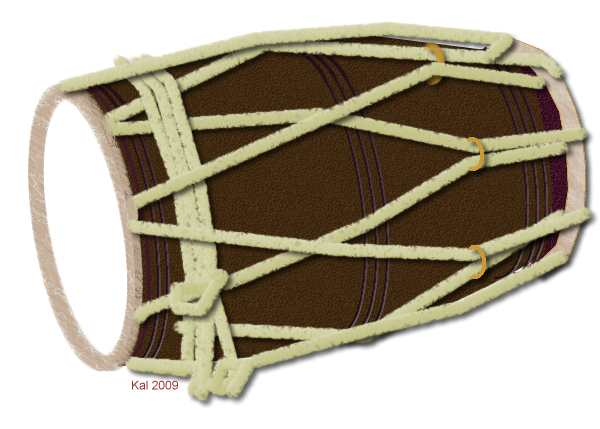
Dholak

Dholak (ibland kallad dholaki) är en klassisk trumma som har sitt ursprung i norra Indien, Pakistan och Nepal.